# Rimas Kurtinaitis
Rimas Kurtinaitis, född 15 maj 1960 i Kaunas, dåvarande Sovjetunionen, är en litauisk basketspelare som tog OS-brons 1992 i Barcelona. Detta var Litauens första medalj i herrarnas turnering i basket vid olympiska sommarspelen. I Seoul vann han guld för Sovjetunionen i herrbasket.
Sedan 2011 är Kurtinaitis tränare för det ryska basketlaget BK Chimki.